# Politique de bon voisinage
Pour les articles homonymes, voir Bon voisinage.

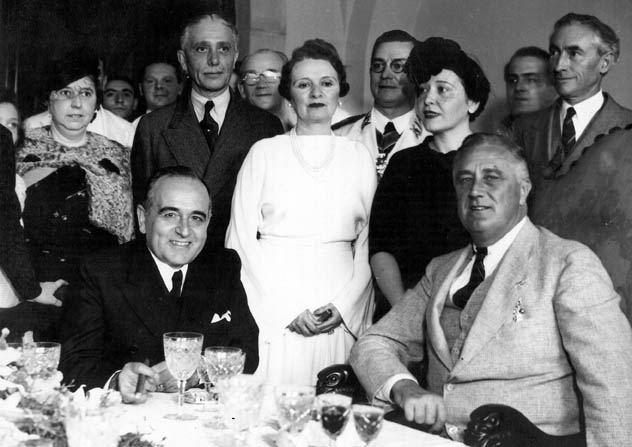
Le dictateur brésilien Getúlio Vargas (à gauche) et le président des États-Unis Franklin Delano Roosevelt (à droite) en 1936.

La politique de bon voisinage (en anglais : Good Neighbor policy) constitue l'un des volets de la politique étrangère des États-Unis sous la présidence de Franklin Delano Roosevelt. Elle vise à réduire les interventions américaines dans les affaires intérieures des pays d'Amérique latine pendant les années 1930.

## Histoire
Le président démocrate Roosevelt, élu à la fin de l'année 1932, inaugure la « politique de bon voisinage » avec l'Amérique latine. Washington décide de rompre avec la doctrine Monroe qui prévalait depuis 1823 et qui légitimait l'influence américaine sur le sud du continent. La politique de bon voisinage apparaît également en contradiction avec le principe wilsonien de croisade pour la démocratie, qui nécessitait des interventions militaires, ou le refus de reconnaître certains régimes latino-américains.
En décembre 1933, il signe la convention de Montevideo sur les droits et devoirs des États, et renonce au droit d'ingérence unilatérale dans les affaires sud-américaines. 
En 1934, Roosevelt fait abroger l'amendement Platt qui permettait à Washington d'intervenir dans les affaires intérieures de la république de Cuba. Les États-Unis abandonnent le protectorat sur Cuba issu de la guerre contre l’Espagne. La même année, les Marines quittent Haïti et le Congrès vote la transition vers l’indépendance des Philippines qui ne sera effective que le 4 juillet 1946.
En 1936, c'est le droit d'intervention au Panama qui est aboli, mettant fin au protectorat américain sur ce pays.
En 1938, l'administration américaine laisse le président mexicain Lázaro Cárdenas del Río nationaliser le secteur du pétrole.
En 1940, deux ministres communistes (Juan Marinello et Carlos Rafael Rodríguez) font même leur entrée au gouvernement cubain, sans que les États-Unis ne disent mot à ce sujet.

## Compléments